# Şevin
Pour l’article ayant un titre homophone, voir Sevin.
Şevîn (Shévine) est un prénom féminin d’origine kurde[réf. nécessaire]. 

## Étymologie
Dans la langue kurde, Şev signifie nuit[réf. nécessaire]. Şevîn signifie "compagne de la nuit".

## Personnalités portant ce prénom
- Pour l'ensemble des articles sur les personnes portant ce prénom, consulter :
  - la liste des articles dont le titre commence par ce prénom
  - les listes produites par Wikidata : Liste des personnes de prénom « Sevin » — même liste en incluant les éventuels prénoms composés qui contiennent « Sevin ».